# 米卡埃尔·阿格里科拉教堂
米卡埃尔·阿格里科拉教堂（芬蘭語：Mikael Agricolan kirkko）是一座位于芬兰赫尔辛基红山区的信義宗教堂。它建于1933-1935年间。教堂的建筑风格主要是功能主义。教堂的建筑设计师是拉尔斯·松克，并由阿尔沃·穆罗马（Arvo Muroma）辅助设计。教堂于1935年4月14日正式使用。教堂是以米卡埃尔·阿格里科拉来命名的。

## 建筑

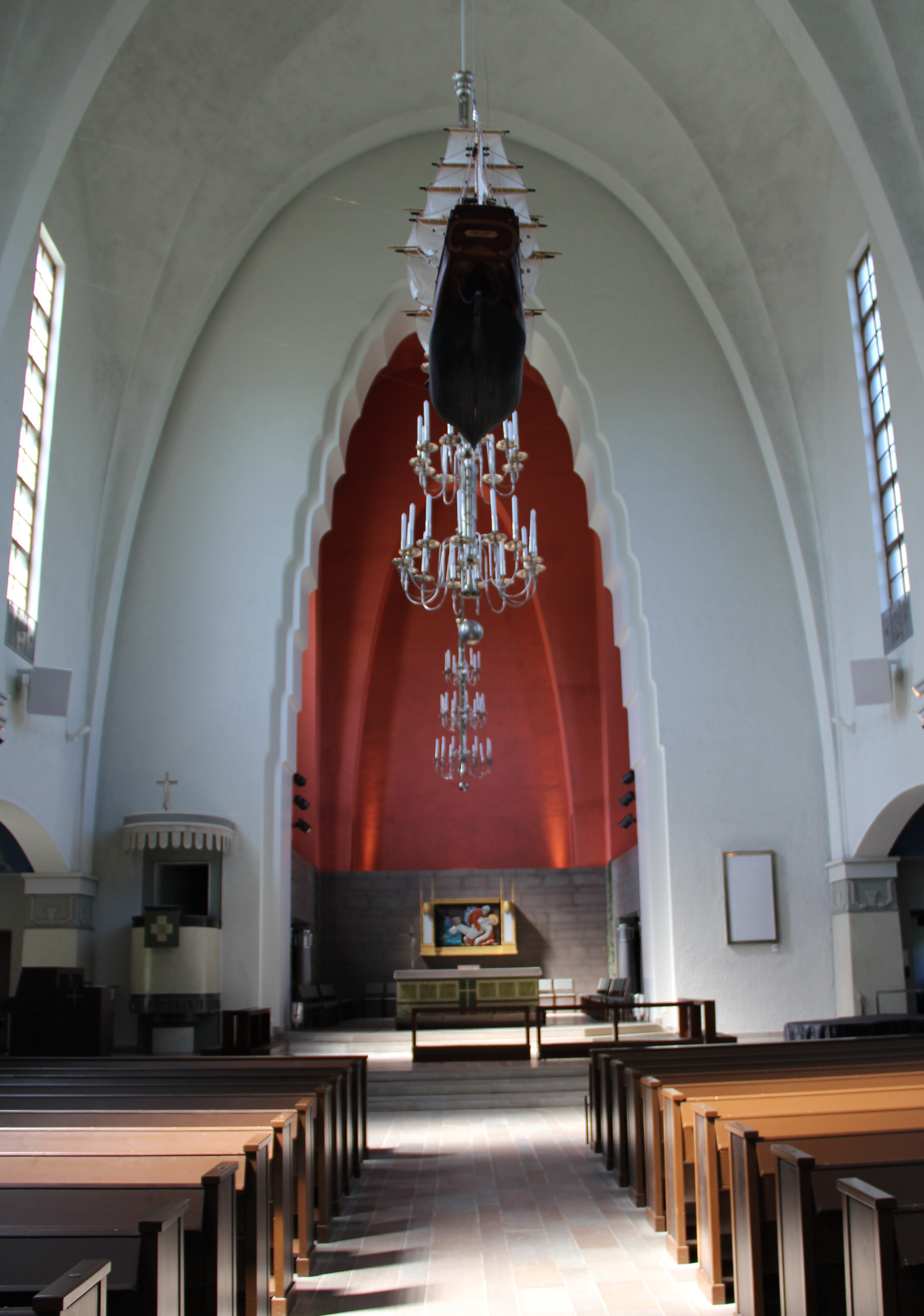
教堂的祭坛

教堂是由红砖砌成的。教堂的塔楼有96.7米高，海拔高度有103米。30米高的塔尖根据需要可以下降至塔楼里。塔尖曾在冬季战争和继续战争中下降到塔楼里，以防止它成为敌人轰炸机的导向标识。教堂是芬兰最高的教堂，比芬兰最高的住宅楼还高出近十米。
教堂大厅里可容纳850人。教堂地下室也可以为200人举办活动。

## 两次建筑设计竞赛
在1930年为教堂的建造而举办了一场设计竞赛，当时有56个设计参加比赛。评奖委员会有点失望，因为参赛设计中有很多功能主义的作品，而这并非是评委会所设想的。其后借口城市规划有问题而在1932年安排了新的设计竞赛。这次评委会提出要求，要参赛作品在设计中遵循“传统的教堂外形”。评委会为保险起见而特意加入一个对功能主义持批评态度的建筑师布雷特尔·永作为评委。尽管如此，拉尔斯·松克的简约功能主义作品还是赢得了竞赛，教堂也是按此设计建造的。松克也是第一次设计竞赛中的评委。